# Katamaran
Katamaran je vrsta čamca ili broda koji se sastoji od dva trupa spojena platformom. Iako su principi plovidbe jednaki kod katamarana i jednotrupaca, razlika je u činjenici da je katamaran puno stabilniji i prosječno puno brži.
Evolucijom katamarana napravljen je SWATH brod, a evolucijom oba napravljen je vrlo brzi neljuljajući hidrozračni brod.
Trupovi katamarana spojeni su mostom koji služi i kao radna površina. Budući da nemaju balast takvi brodovi imaju manji gaz i masu od jednotrupca jednake veličine. Imaju mali hidrodinamički otpor zbog razmaknutih trupaca, pa zato postižu veliku brzinu s obzirom na pogonsku snagu, uz vrlo veliku poprečnu stabilnost. 
Danas su katamarani najčešće namijenjeni sportu, rekreaciji, brzom putničkom prijevozu, trajektom priobalnom prijevozu, te taxi vodenom prijevozu.

## Povijest
Katamaran je izum ribarske zajednice na južnoj obali Tamil Nadua u Indiji. Katamarane je drevna dinastija Tamil Chola koristila već u 5. stoljeću poslije Krista za prijevoz svojih flota u osvajanju regija jugoistočne Azije poput Burme, Indonezije i Malezije. 
Katamarani su relativno novi dizajn broda za slobodno vrijeme i za sportsku plovidbu, iako se već tisućljećima koriste u Oceaniji, gdje su polinezijski katamarani omogućili polinezijcima naseljavanje najudaljenijih otoka na svijetu.

## Vanjske poveznice
- Usporedba katamarana, SWATH-a i hidrozračnog broda[neaktivna poveznica]
- Katamaran Hrvatska tehnička enciklopedija, portal hrvatske tehničke baštine. LZMK